# Arthur Nicholls
Pour les articles homonymes, voir Nicholls.
Le général de brigade honoraire Arthur Frederick Crane Nicholls (6 février 1911 - 11 février 1944) est un officier britannique qui servit dans le Special Operations Executive (SOE) pendant la Seconde Guerre mondiale, notamment en Albanie en 1944.

## Biographie
1911. Naissance d'Arthur Frederick Crane Nicholls à Hampstead le 6 février.
Études :
- Marlborough College dans le Wiltshire.
- Droit à l'université de Cambridge où il est officier du corps des cadets (Cambridge Officer Training Corps)

1933. En août, il est nommé sous-lieutenant d'artillerie (Royal Artillery, Territorial Army). 
1936. Il est promu lieutenant le 3 août.
1937. En mai, il est transféré dans les Coldstream Guards (Réserve supplémentaire).
1939. Il est mobilisé, part en France avec le corps expéditionnaire britannique dans le 2nd Battalion. Il rejoint le quartier général de la première division comme officier de renseignements, où il peut mettre à profit ses connaissances en langues étrangères.
1942. En mars, il rejoint le Special Operations Executive (SOE) comme officier d’état-major.
1943. En octobre, il est parachuté en Albanie, pour servir d’officier d’état-major au général de brigade Edmund "Trotsky" Davies chef de la Mission militaire britannique du SOE en Albanie, chargée d'assister la résistance albanaise à l’occupation allemande. 
Le commandant Neil McLean et le capitaine David Smiley, parachutés en avril, ne s'entendent pas avec Nicholls. Smiley en parle comme d'"un officier pointilleux de la Garde" peu adapté à la guérilla.
Le général Edmund "Trotsky" Davies, les commandants Arthur Nicholls et Neil "Billy" McLean et le capitaine David Smiley sont photographiés au quartier général de la Mission britannique à Bixha (Albanie) dans Albanian Assignment et dans la traduction de Irregular Regular de D. Smiley.
1944.
Le 8 janvier leur quartier général est attaqué par une unité du Balli Kombëtar. Le général Davies est blessé et capturé. 
Nicholls parvient à s'échapper et simple commandant, assure la direction de la Mission britannique, avec le rang de général de brigade. 
Réfugié avec deux paysans dans les montagnes, où les conditions climatiques sont extrêmes, il est atteint de graves gelures aux pieds. Amputé sans anesthésie par ses compagnons qui le portent pendant quinze jours, traversant vers le nord des territoires occupés, il meurt de ses blessures dans d’atroces souffrances le 11 février 1944 ; il reçoit une citation le 1/06/44. 
Enterré au cimetière mémorial de Tirana.

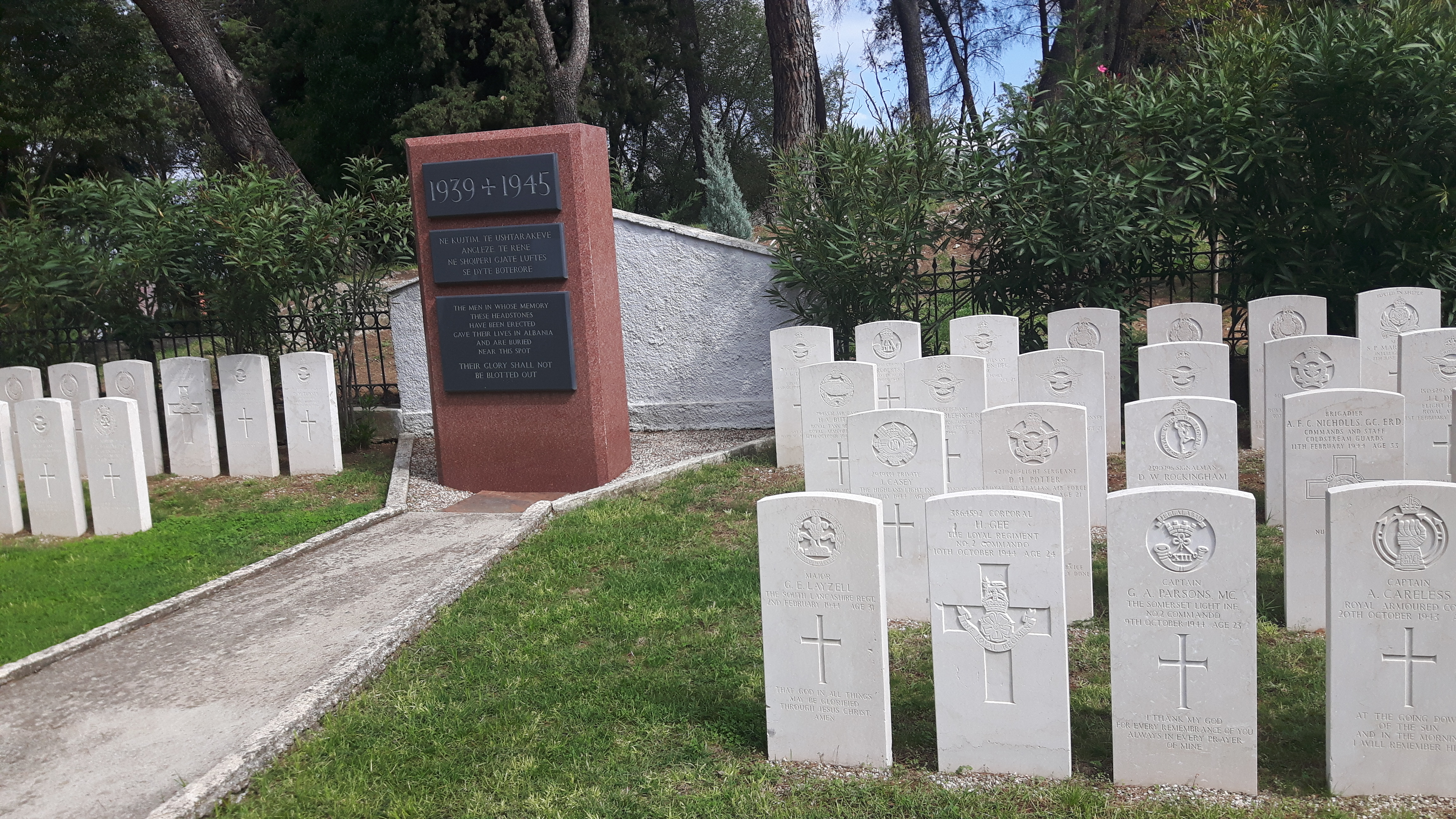
Tirana Park Memorial Cemetery

1946. Il est décoré de la George Cross (GC) le 1er mars.

## Décorations
Nicholls a reçu les décorations suivantes, qui ont toutes été présentées à son régiment par sa fille : George Cross, 1939-45 Star, Italy Star, Defence Medal, War Medal 1939-45, Emergency Reserve decoration.

### Citation
Le 1er juin 1944, le commandant Nicholls (lieutenant-colonel à titre temporaire) a reçu une citation  (Mentioned in Despatch).

### George Cross
Le 1er mars 1946, Nicholls a reçu la George Cross pour son courage et son commandement en service actif pour le SOE en Albanie en 1944. 
Il est le seul membre des Coldstream Guards à avoir reçu cette médaille.
Texte de la citation : « Le Roi a le grand plaisir d’approuver la récompense à titre posthume de la GEORGE CROSS, en reconnaissance du courage remarquable dont il a fait preuve en menant à bien des missions très risquées, au commandant (lieutenant-colonel à titre temporaire) (avec rang de général de brigade) Arthur Frederick Crane NICHOLLS (62269), Coldstream Guards (Londres). »

### Emergency Reserve Decoration
En 1991, Arthur Nicholls a reçu l'Emergency Reserve Decoration (ERD), réservée aux officiers de l'Armée territoriale. Des recherches menées depuis la mort de Nicholls par le Lance Corporal Ian Tindall avaient montré que Nicholls était fondé à recevoir cette médaille. Sa fille déposa donc la demande et la récompense fut annoncée dans la London Gazette du 25 novembre 1991, 48 ans après la mort de Nicholls en Albanie.